# Шницлейн, Эдуард
Эдуард Шницлейн (17 февраля 1810, Мюнхен — 21 мая 1864, там же) — германский баварский врач-практик и медицинский писатель.
Всю жизнь прожил в Мюнхене, окончил местный университет, работал практикующим врачом для бедных. С 1849 года был почётным профессором в Мюнхенском университете Людвига-Максимилиана. Занимался в том числе исследованиями холеры. Скончался внезапно от апоплексического удара; был известным в городе врачом, некролог о его смерти был напечатан в газетах.
Главные работы: «Beobacht., Erfahr. und ihre Ergebnisse zur Begründ. der Wasserheilkunde» (Мюнхен, 1838); «Das Scharlachfieber, seine Geschichte, Erkenntniss und Heilung» (там же, 1851); «Meine Behandlung der Cholera, ihre Entsteh., Verbreit., Heilung und Verhütung» (там же, 1854).